# اوریانه
اوریانه (به صربی: Orljane) یک منطقهٔ مسکونی در صربستان است که در دویواتس واقع شده‌است. اوریانه ۱٬۶۱۲ نفر جمعیت دارد.